# Aeroporto Internacional de Sacramento
O Aeroporto Internacional de Sacramento (IATA: SMF, ICAO: KSFM, FAA LID: SMF) é um aeroporto público localizado na cidade  de Sacramento, condado de Sacramento, Califórnia, Estados Unidos. Em 2013 o aeroporto teve um movimento de 8.685.368 passageiros.
A Southwest Airlines possui atualmente cerca de metade dos voos comerciais no aeroporto.

## História
Devido ao grande crescimento do Aeroporto executivo de Sacramento, o Departamento de Planejamento Urbanístico da cidade de Sacramento encomendou um estudo da década de 1950 para mover os voos para áreas menos populosas.
O Aeroporto Internacional de Sacramento (SMF) foi inaugurado em 21 de outubro de 1967 com o nome de Aeroporto Metropolitano de Sacramento. Logo no primeiro ano de funcionamento o aeroporto ultrapassou um milhão de passageiros.
O aeroporto tinha inicialmente cinco companhias aéreas: Pacific Airlines, a Pacific Southwest Airlines (PSA), United, e West Coast Airlines. Em 1975 a PSA utilizava aeronaves Lockheed L-1011 Tristar de Sacramento, para São Francisco e para Los Angeles sem escalas, mais os voos com o L-1011 eram economicamente inviáveis e a PSA rapidamente substituiu os L-1011 pelos jatos menores, tais como o Boeing 727-200.
A partir de 1991 as seguintes companhias começaram a realizar rotas no aeroporto: Southwest Airlines, Alaska Airlines, Horizont Air, Trans World Airlines, American Eagle, a Continental,USAir Frontier (2002), Mexicana (2002), Hawaiian (2002), Aloha Airlines.
Procedimentos de segurança aeroportuárias foram drasticamente alterados após os ataques de 11 de Setembro de 2001, várias mudanças foram implementadas para melhorar a segurança da aviação no aeroporto.
Em 2006 o Aeroporto Internacional de Sacramento foi um dos primeiros aeroportos no país a oferecer gratuitamente serviço de Internet sem fio (WiFi).

## Transporte público
O ônibus Yolobus liga o aeroporto ao centro da cidade de Sacramento e as comunidades de Woodland e Davis. O Distrito de Trânsito de Sacramento irá proporcionar sistemas de VLT para o aeroporto, planejado para começar em 2017.

## Rotas mais transitadas

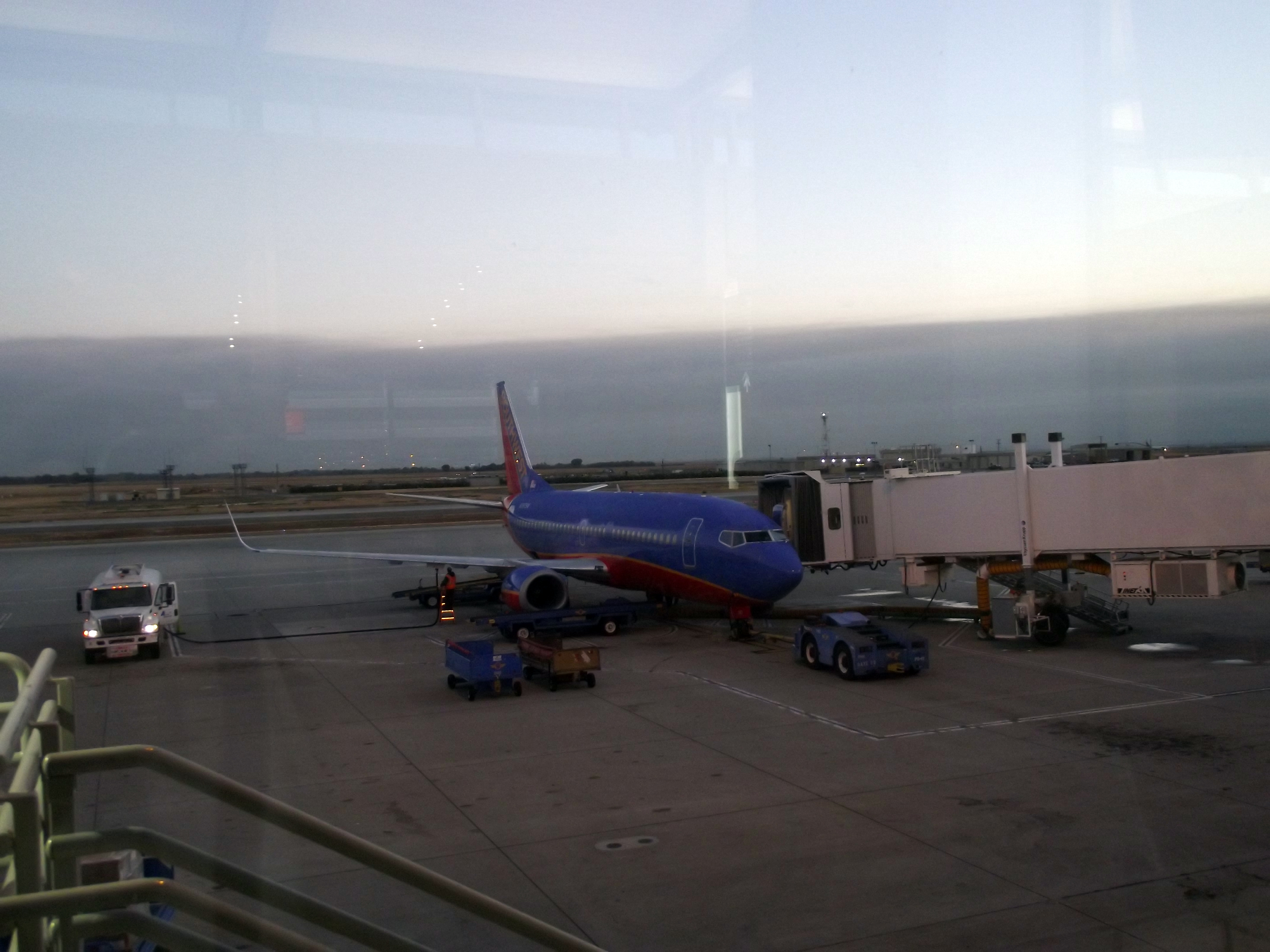
Aeronave da Southwest Airlines na pista do Aeroporto Internacional de Sacramento no Terminal B.

| Posição | Cidade                        | Passageiros | Companhia                                                            |
| ------- | ----------------------------- | ----------- | -------------------------------------------------------------------- |
| 1       | Los Angeles, Califórnia       | 434,000     | American Eagle, Delta Connection, Southwest Airlines, United Express |
| 2       | Phoenix, Arizona              | 381,000     | Southwest Airlines, US Airways                                       |
| 3       | San Diego, Califórnia         | 328,000     | Southwest Airlines                                                   |
| 4       | Las Vegas, Nevada             | 307,000     | Southwest Airlines                                                   |
| 5       | Seattle, Washington           | 303,000     | Alaska Airlines, Southwest Airlines                                  |
| 6       | Denver, Colorado              | 294,000     | Southwest Airlines, United Airlines, United Express                  |
| 7       | Portland, Oregon              | 243,000     | Alaska Arilines, Southwest Airlines                                  |
| 8       | Condado de Orange, Califórnia | 238,000     | Southwest Airlines                                                   |
| 9       | Ontário, Califórnia           | 210,000     | Southwest Airlines                                                   |
| 10      | Burbank, Califórnia           | 202,000     | Southwest Airlines                                                   |